# Phu nhân Brie

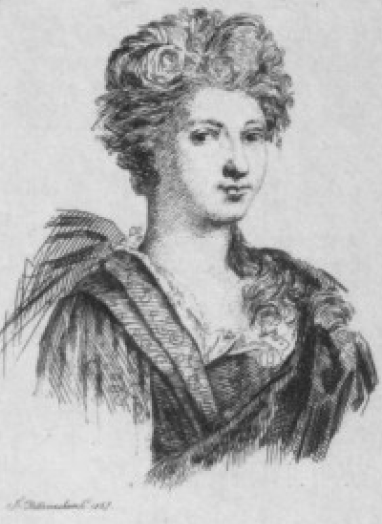
Catherine Leclerc của dòng họ Rosé

Catherine Leclerc của dòng họ Rosé, là vợ của Edme Villequin, còn gọi là Brie, bà là một diễn viên người Pháp sinh năm 1630 và mất năm 1706.
Phu nhân Brie thuộc đoàn kịch của Molière từ năm 1650, sau đó là vào nhà hát kịch Comédie-Française mà bấy giờ nhà hát này mới bắt đầu hình thành vào năm 1680.
Bà bị đuổi khỏi nhà hát kịch tháng 6 năm 1684 bởi ý muốn của thái tử phi, bà chỉ rời khỏi đoàn kịch ở Pâques năm 1685.